# بارية (اسم)
بَارِيَة هو اسم علم مؤنث من أصل عربي، ومعناه هو من (ب ر ي) التي تبري الأشياء كالعود والحجر والقلم؛ أو من (ب ر أ) لغة في بارئة الخالصة الخالية من الشوائب والعيوب.